# Rituximab
Rituximab, được bán dưới tên thương hiệu Rituxan cùng với một số những tên gọi khác, là một loại thuốc được sử dụng để điều trị một số bệnh tự miễn và các loại ung thư. Nó được sử dụng cho ung thư hạch không Hodgkin, bệnh bạch cầu lymphocytic mãn tính, viêm khớp dạng thấp, u hạt với polyangiitis, xuất huyết giảm tiểu cầu vô căn, pemphigus vulgaris, nhược cơ và viêm loét dạ dày dương tính với Epstein-Barr..  Thuốc được tiêm chậm vào tĩnh mạch.
Tác dụng phụ là phổ biến, thường xảy ra trong vòng hai giờ sau khi dùng thuốc, bao gồm phát ban, ngứa ngáy, huyết áp thấp và khó thở. Các tác dụng phụ nghiêm trọng có thể có như kích hoạt lại bệnh viêm gan B ở những người đã từng bị nhiễm bệnh, bệnh não bộ đa cấp tiến triển và hoại tử biểu bì độc hại. Vẫn không rõ ràng về mức độ an toàn cho em bé nếu dùng khi mang thai.
Rituximab là một kháng thể đơn dòng chimeric chống lại protein CD20, mà chủ yếu được tìm thấy trên bề mặt của các tế bào B. Khi nó liên kết với protein này, nó gây nên cái chết tế bào.
Rituximab đã được chấp thuận cho sử dụng y tế vào năm 1997. Nó nằm trong danh sách các thuốc thiết yếu của Tổ chức Y tế Thế giới, tức là nhóm các loại thuốc hiệu quả và an toàn nhất cần thiết trong một hệ thống y tế. Giá bán buôn ở các nước đang phát triển tính đến năm 2014 là 148-496 USD / 100 mg. Tại Vương quốc Anh, lượng tiền tốn NHS là khoảng  182£ tính đến năm 2015. Giá bán buôn trung bình tại Hoa Kỳ của một điều trị điển hình cho viêm khớp dạng thấp (liều 1.000 mg IV, cách nhau 2 tuần) sẽ là 14,100 $ một tháng vào năm 2014 (705$ cho 100 mg) nhưng bằng sáng chế hết hạn vào năm 2016. Một số dạng tương tự sinh học đã được đưa ra.